# Turks Head Ridge
Turks Head Ridge (englisch für Türkenhauptgrat) ist ein hauptsächlich vereister Gebirgskamm im Südwesten der antarktischen Ross-Insel. Er erstreckt sich vom Turks Head über wenige Kilometer den Hang des Mount Erebus hinauf.
Teilnehmer der Terra-Nova-Expedition (1910–1913) unter der Leitung des britischen Polarforschers Robert Falcon Scott benannten ihn in Anlehnung an die Benennung des Turks Head.